# 霍洛道·彼得
霍洛道·彼得（匈牙利語：Holoda Péter，1996年1月9日—）生于德布勒森，是一名匈牙利男子游泳运动员，主攻自由泳。他在大约三四岁时受父母影响开始接触游泳。2003年加入Árpád SE Hajdúszoboszló俱乐部，开始从事竞技游泳。2015年1月，他开始就读于奧本大學，代表该校校队参加美国校际比赛。